# Иван да Марья (фильм)
«Иван да Марья» — советский фильм-сказка 1974 года.

## Сюжет
О житье-бытье в царстве царя Евстигнея XIII (Иван Рыжов) и о государевой службе Ивана — русского солдата (Иван Бортник). В некотором приближении сюжет схож с песней Владимира Высоцкого «В королевстве, где всё тихо и складно...»: воин побеждает досаждавшего стране монстра, но оскорбляет монарха отказом от высшей государственной награды.

## В ролях
- Иван Бортник — Иван, русский солдат
- Татьяна Пискунова — Марья-солдатка
- Иван Рыжов — царь Евстигней XIII
- Елизавета Уварова — Федотьевна, нянька
- Лия Ахеджакова — царевна Аграфена
- Николай Лавров — Соловей-разбойник
- Николай Бурляев — Маркизет, заморский королевич
- Зинаида Славина — Баба-Яга
- Валентин Никулин — Тимоша, призрак башни
- Феликс Антипов — Леший
- Виталий Шаповалов — Оборотень
- Игорь Окрепилов — Водяной
- Лев Круглый — воевода
- Артур Нищёнкин — сват, адъютант воеводы
- Николай Погодин — сват, адъютант воеводы
- Виктор Уральский — стражник
- Валентин Гафт — казначей
- Михаил Козаков — кассир
- Виктор Сергачев — поэт Петя
- Николай Романов — звонарь
- Валентин Брылеев — стражник

Молодёжный коллектив «Ровесник» города Калуги под руководством Черепанова.

## Съёмочная группа
- Автор сценария: Александр Хмелик
- Режиссёр: Борис Рыцарев
- Оператор: Алексей Чардынин
- Художник: Галина Анфилова, Анатолий Анфилов
- Композитор: Александр Чайковский

## Художественные особенности
- В фильме звучат народные песни, песни на стихи Владимира Высоцкого, куплеты казначея и кассира — Валентина Гафта. Тексты песни "Ты скажи-ка нам, мужик..." и стихов "Прохожий, возле башни этой...", скорее всего, написал А. Хмелик, хотя некоторые исследователи не исключают и авторства В. Высоцкого.